# Lycosa ariadnae
Lycosa ariadnae là một loài nhện trong họ Lycosidae.
Loài này thuộc chi Lycosa. Lycosa ariadnae được Fernando McKay miêu tả năm 1979.